# Isolaimium multipapillatum
Isolaimium multipapillatum är en rundmaskart som beskrevs av Timm 1969. Isolaimium multipapillatum ingår i släktet Isolaimium och familjen Isolaimiidae. Inga underarter finns listade i Catalogue of Life.